# Narros de Matalayegua
Narros de Matalayegua è un comune spagnolo di 269 abitanti situato nella comunità autonoma di Castiglia e León.